# Пикник (филм)
„Пикник“ е българска телевизионна новела от 1972 година на режисьора Стефан Димитров, по сценарий на Никола Петров. Оператор е Христо Тотев. Музиката във филма е композирана от Петър Ступел. Базиран е по едноименния разказ на Георги П. Стаматов.

## Сюжет
Творбата разкрива бита и нравите на българската дребна буржоазия и офицерство през тридесетте години на XX век .

## Състав

### Актьорски състав
| Изпълнител                  | Роля                  |
| --------------------------- | --------------------- |
| Сашка Братанова             |                       |
| Мария-Антония Карамихайлова |                       |
| Меди Димитрова              |                       |
| Северина Тенева             |                       |
| Дора Глинджева              |                       |
| Весела Благоева             |                       |
| Детелина Ганчева            |                       |
| Елена Христова              |                       |
| Калиопа Димитрова           |                       |
| Михаил Мутафов              |                       |
| Евстати Стратев             |                       |
| Найчо Петров                |                       |
| Стефан Илиев                |                       |
| Джоко Росич                 |                       |
| Вълчо Камарашев             | подполковник Йорданов |
| Йосиф Сърчаджиев            |                       |
| Явор Милушев                |                       |
| Ангел Георгиев              |                       |
| Радослав Стоилов            |                       |
| Иван Донев                  |                       |
| Иван Трифонов               |                       |
| Георги Георгиев – Гец       |                       |

### Творчески и технически екип
| Режисьор            | Стефан Димитров                                                             |
| Сценарий            | Сценарий: Никола Петров По мотиви от едноименния разказ на: Георги Стаматов |
| Оператор            | Христо Тотев                                                                |
| Художник            | Николай Сърчаджиев                                                          |
| Костюми             | Марина Ганчева                                                              |
| Грим                | Нина Воденичарова                                                           |
| Музика              | Петър Ступел                                                                |
| Звук                | Славчо Дилянов                                                              |
| Редактор            | Росен Василев                                                               |
| Монтаж              | Кристина Вазова                                                             |
| Асистент—режисьори  | Мариана Бахчеванова Снежана Зафирова Соня Христова                          |
| Асистент—оператори  | Константин Гошев Пламен Сомов                                               |
| Фотограф            | Илия Игнатов                                                                |
| Организатор         | Стефан Славов                                                               |
| Директор            | Вълчо Йорданов                                                              |
| Музиката изпълнява: | Духов оркестър с диригент: Александър Михайлов                              |
| Distributed by      | Българска телевизия Студия за игрални филми „Бояна“ /Copyright © 1972/      |